# Крбавчићи
Крбавчићи (итал. Carbocici) је насељено место у Истарској жупанији, Република Хрватска. Административно је у саставу Града Бузета.

## Становништво
Према задњем попису становништва из 2001. године у насељу Крбавчићи живео је 57 становник који су живели у 14 породичних домаћинстава.
Кретање броја становника по пописима 1857—2001.
| година пописа  | 1857. | 1869. | 1880. | 1890. | 1900. | 1910. | 1921. | 1931. | 1948. | 1953. | 1961. | 1971. | 1981. | 1991. | 2001. |
| бр. становника | 0     | 0     | 95    | 104   | 112   | 117   | 0     | 0     | 96    | 96    | 81    | 89    | 71    | 57    | 57    |

Напомена:У 1857. и 1869. подаци су садржани у насељу Свети Мартин, а у 1921. и 1931. у насељу Бузет. Од 1880. до 1910. исказано као део насеља.